# Whiplash (film 2014)
Whiplash è un film del 2014 scritto e diretto da Damien Chazelle, interpretato da Miles Teller e J. K. Simmons.
Per la sua interpretazione, Simmons ha vinto numerosi premi, tra cui un Oscar al miglior attore non protagonista.

## Trama
Il giovane Andrew Neiman, che cresce studiando la tecnica del suo mito Buddy Rich, ambisce a diventare uno dei migliori batteristi jazz della sua generazione superando la feroce concorrenza all'interno del prestigioso conservatorio Shaffer di Manhattan dove studia, e a tale scopo intende entrare nella principale orchestra dell'istituto, diretta dall'inflessibile e spietato Terence Fletcher, dove riesce a entrare come riserva continuando a esercitarsi incessantemente. Nel frattempo inizia a uscire con Nicole, la ragazza che vende popcorn nel cinema dove lui e il padre Jim sono soliti passare il loro tempo assieme. La pressione subita nel sostenere le aspettative del direttore, che si riflettono nell’ossessionante ricerca della perfezione tecnica nella padronanza dello strumento, spinge Andrew a compiere una radicale scelta, comunicando alla ragazza di non volerla più frequentare, perché se la loro relazione diventasse troppo seria non potrebbe concentrarsi appieno sulla sua carriera.
La band di Fletcher si presenta quindi ad un concorso e Andrew è ancora la riserva: durante l'intervallo tra primo e secondo tempo, questi perde la cartelletta con gli spartiti che il primo batterista Tanner gli aveva affidato, e poiché quest'ultimo non si ricorda la parte a memoria è costretto a cedere il posto ad Andrew, che invece aveva imparato a menadito il brano di Hank Levy Whiplash (tratto dall'album Soaring). L'esibizione di tutta l'orchestra, Andrew compreso, è perfetta e vale al suo gruppo il primo posto, e Andrew diviene quindi il nuovo primo batterista, ma Fletcher gli rende la vita ancora più difficile chiamando un nuovo batterista, Connelly; dopo un lungo provino, prolungato appositamente dal direttore fino a tarda notte finché le sue disumane aspettative non vengono soddisfatte, Andrew viene comunque confermato primo batterista per un altro concorso.
Andrew si presenta alla nuova pièce trafelato e appena in tempo in quanto l'autobus che doveva portarlo al conservatorio ha forato una ruota e il ragazzo ha dovuto prendere a noleggio un'auto, ma dato che ha dimenticato le sue bacchette nella concessionaria, Fletcher decide di far suonare Connelly. Andrew non ci sta e ha un breve alterco con lo stesso Fletcher; quest'ultimo gli dà un ultimatum: o si presenta per tempo e si esibisce in maniera impeccabile oppure sarà espulso dall'orchestra. Il ragazzo corre quindi all'autonoleggio a prendere le bacchette ma nel tornare al conservatorio ha un incidente con un camion e rimane ferito, eppure sale comunque sul palco ma, anche a causa delle ferite, la sua esibizione è comprensibilmente insufficiente e Fletcher è costretto a interromperla scusandosi e cacciando via Andrew; il giovane, travolto dalla rabbia, gli salta addosso e lo insulta venendo poi portato via dagli ormai ex compagni. Jim convince quindi Andrew a denunciare anonimamente Fletcher per le molestie psicologiche subite che probabilmente erano state la causa del suicidio del suo ex studente Sean Casey, un trombettista giunto alla fama internazionale ma reso fragile e depresso proprio a causa dei suoi metodi crudeli. La carriera di Andrew sembra finire qui: la sua amata batteria finisce nell'armadio e non intravede più alcuna meta nella sua vita.
Qualche tempo dopo, girando per le strade di New York al termine del suo turno di lavoro, Andrew arriva ad un locale dove avrebbe suonato Fletcher; decide quindi di entrare e i due cominciano a parlare delle loro nuove vite: l'ex maestro gli rivela che è stato cacciato dallo Shaffer a causa di una lettera anonima ma che comunque non si pente dei suoi metodi perché il suo obiettivo è sempre stato quello di tirare fuori il massimo dai suoi studenti. Fletcher invita quindi l'ex allievo a suonare una settimana dopo al JVC, un famoso festival jazz, dato che il batterista della sua band è a suo dire un po' fiacco e che Andrew conosce molto bene il repertorio; tornato a casa questi decide di rifarsi vivo con Nicole e la invita al festival, ma lei nel frattempo si è fidanzata con un altro e gli fa capire di non voler aver più niente a che fare con lui.
Arriva il grande giorno ma le prove per Andrew non sono ancora finite, perché appena prima dell'esibizione, Fletcher gli rivela di sapere che la lettera che causò la sua espulsione dallo Shaffer l'aveva scritta lui e poco dopo annuncia un brano che Andrew non conosce e nel quale quest'ultimo improvvisa ma con risultati pessimi. Rammaricato, il giovane si rifugia dietro le quinte dove c'è suo padre a consolarlo; Andrew però vuole ritentare quindi ritorna sul palco e, mentre Fletcher sta per presentare il nuovo brano, incomincia a suonare staccando il tempo per tutta la band: l'esecuzione del brano Caravan è perfetta e Andrew si rivela impeccabile, e continua a suonare anche quando il brano è finito in un assolo, mentre Fletcher si avvicina guardandolo con approvazione crescente e seguendolo con le mani in una pulsione ritmica che decresce per poi ricrescere fino a raggiungere livelli di virtuosismo notevoli. Inizialmente infuriato, l'inflessibile maestro d'orchestra si è reso conto di aver finalmente coronato il suo sogno: ha trovato "il suo Charlie Parker", ovvero un musicista dal talento innato ma soprattutto disposto a tutto pur di farlo emergere. Con un sorriso d'intesa finale, i due concludono con uno stacco magistrale insieme all'orchestra.

## Produzione
Il film è stato realizzato con un budget di 3,3 milioni di dollari.

## Distribuzione
Il film è stato proiettato in anteprima il 16 gennaio come apertura dell'edizione 2014 del Sundance Film Festival.
In Italia è uscito il 12 febbraio 2015.

## Accoglienza
Il 15 marzo 2015 il film ha incassato quasi 48 milioni di dollari in tutto il mondo, di cui 13 milioni in patria.
Su Rotten Tomatoes ha ottenuto un gradimento da parte del 94% delle critiche, sulla base di 296 recensioni. Su Metacritic ha un voto di 88 su 100 con critiche molto positive, mentre su MYmovies.it ha invece un voto di 3,9 su 5.

## Riconoscimenti
- 2015 - Premio Oscar
  - Miglior attore non protagonista a J. K. Simmons
  - Miglior montaggio a Tom Cross
  - Miglior sonoro a Craig Mann, Ben Wilkins e Thomas Curley
  - Candidato per il miglior film a Jason Blum, Helen Estabrook e David Lancaster
  - Candidato per la migliore sceneggiatura non originale a Damien Chazelle
- 2015 - Golden Globe
  - Miglior attore non protagonista a J. K. Simmons
- 2015 - British Academy Film Awards
  - Miglior attore non protagonista a J. K. Simmons
  - Miglior sonoro a Thomas Curley, Ben Wilkins e Craig Mann
  - Miglior montaggio a Tom Cross
  - Candidato per il miglior regista a Damien Chazelle
  - Candidato per la migliore sceneggiatura originale a Damien Chazelle
- 2015 - Satellite Award
  - Miglior attore non protagonista a J. K. Simmons
  - Miglior suono a Thomas Curley, Ben Wilkins e Craig Mann
  - Candidato per il miglior film
  - Candidato per il miglior regista a Damien Chazelle
  - Candidato per il miglior attore a Miles Teller
- 2015 - Independent Spirit Award
  - Miglior attore non protagonista a J. K. Simmons
  - Miglior montaggio a Tom Cross
  - Candidato per il miglior film
  - Candidato per il miglior regista a Damien Chazelle
- 2015 - Empire Awards
  - Secondo miglior film dell'anno
- 2015 - Screen Actors Guild Award
  - Miglior attore non protagonista a J. K. Simmons
- 2015 - MTV Movie Awards[7][8]
  - Candidato per il miglior film
  - Candidato per la miglior performance maschile a Miles Teller
  - Candidato per il miglior cattivo a J. K. Simmons
  - Candidato per il miglior momento "Ma che ca...!" a Miles Teller
  - Candidato per il miglior momento musicale a Miles Teller
- 2015 - Writers Guild of America Award
  - Candidato per il miglior sceneggiatura originale a Damien Chazelle
- 2015 - Saturn Award[9][10]
  - Miglior film indipendente
  - Candidato per il miglior attore non protagonista a J. K. Simmons
  - Candidato per la miglior sceneggiatura a Damien Chazelle
- 2014 - Critics' Choice Movie Award
  - Miglior attore non protagonista a J. K. Simmons
  - Candidato per il miglior film
  - Candidato per la miglior sceneggiatura originale a Damien Chazelle
  - Candidato per il miglior montaggio a Tom Cross
- 2014 - Sundance Film Festival
  - Gran premio della giuria: U.S. Dramatic
  - Premio del pubblico: U. S. Dramatic